# Hloh ostruhatý
Hloh ostruhatý, zvaný též hloh kuří noha (Crataegus crus-galli) je druh keře z čeledi růžovitých. Pochází z východu Severní Ameriky, v mnoha zemích mírného pásu se pěstuje jako okrasná dřevina. Své jméno dostal podle dlouhých ostrých trnů (kolců), jež připomínají ostruhy na nohách galského kohouta.

## Popis

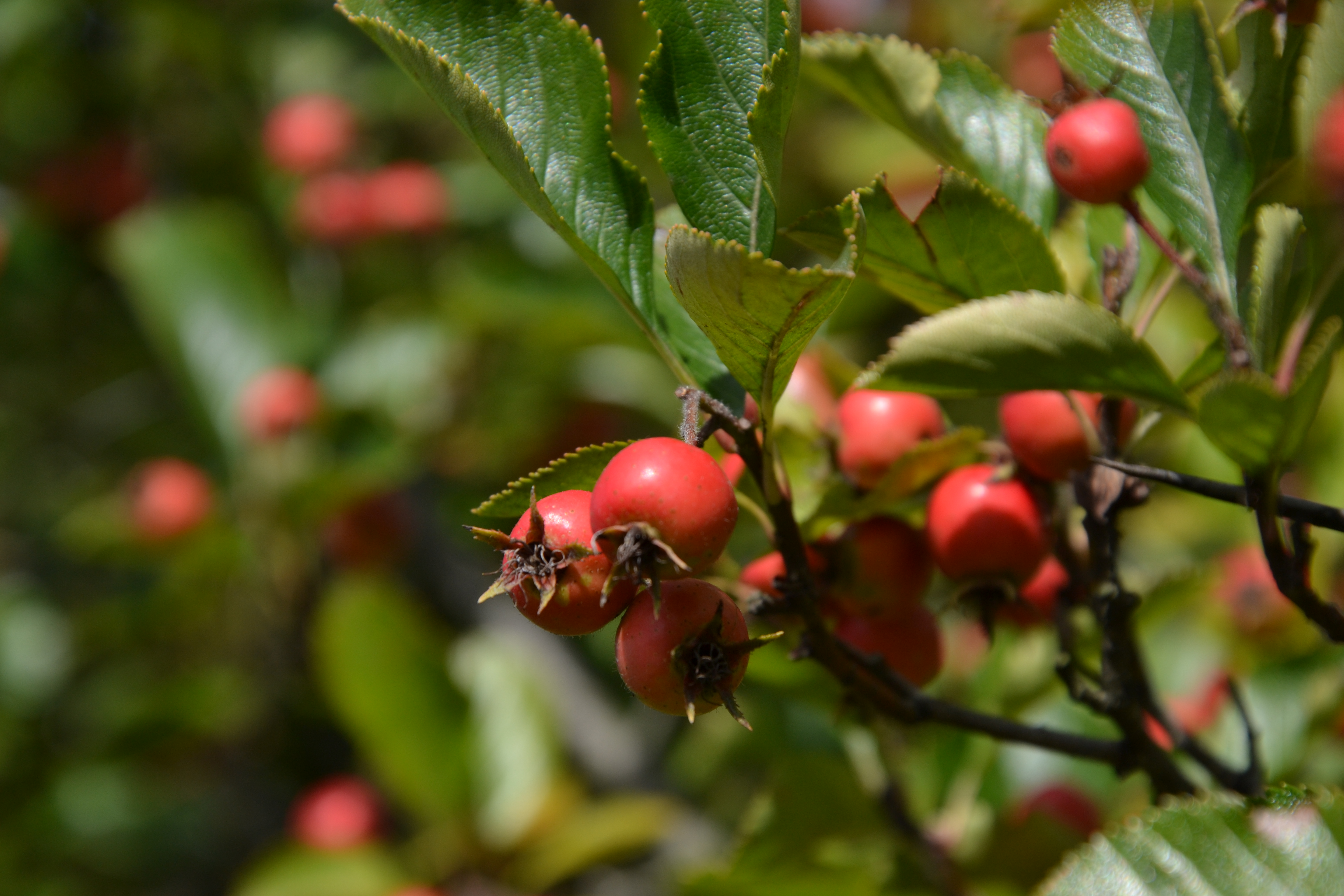
Plody

Opadavý keř nebo malý strom, který dorůstá výšky 5 až 10 metrů, obvykle s široce rozložitou, nahoře zploštělou korunou tvořenou vodorovně rozestáými větvemi. Kůra je šedá až šedozelená, letorosty lysé. Větve jsou osazeny četnými, silnými, rovnými nebo zakřivenými trny, které jsou dlouhé až 6 cm. Listy jsou úzce obvejčitého až kopisťovitého tvaru, 2 až 5 cm dlouhé, poněkud tuhé až téměř kožovité; báze čepele je dlouhá a sbíhá dolů k listovému řapíku. Jsou lysé, svrchu leskle zelené, vespodu světlejší, matné; na podzim se zbarvují do oranžovočervena.
Od května do června nese keř bílé pětičetné květy o průměru 8–15 mm, uspořádané do volného chocholíku o 10–20 květech. Květy mají obvykle 10 tyčinek se žlutavými nebo růžovými prašníky. Češule je lysá. Plody jsou dužnaté malvice kulovitého až eliptického tvaru, se vzpřímenými kališními lístky a jedním či dvěma semeny. Měří 10 až 15 milimetrů, barvy jsou tmavě oražové až červené, slabě ojíněné.
Počet chromozomů je 2n = 34, 51, 64 nebo 68. Velmi proměnlivý druh, existuje několik vnitrodruhových variet a řada synonym.

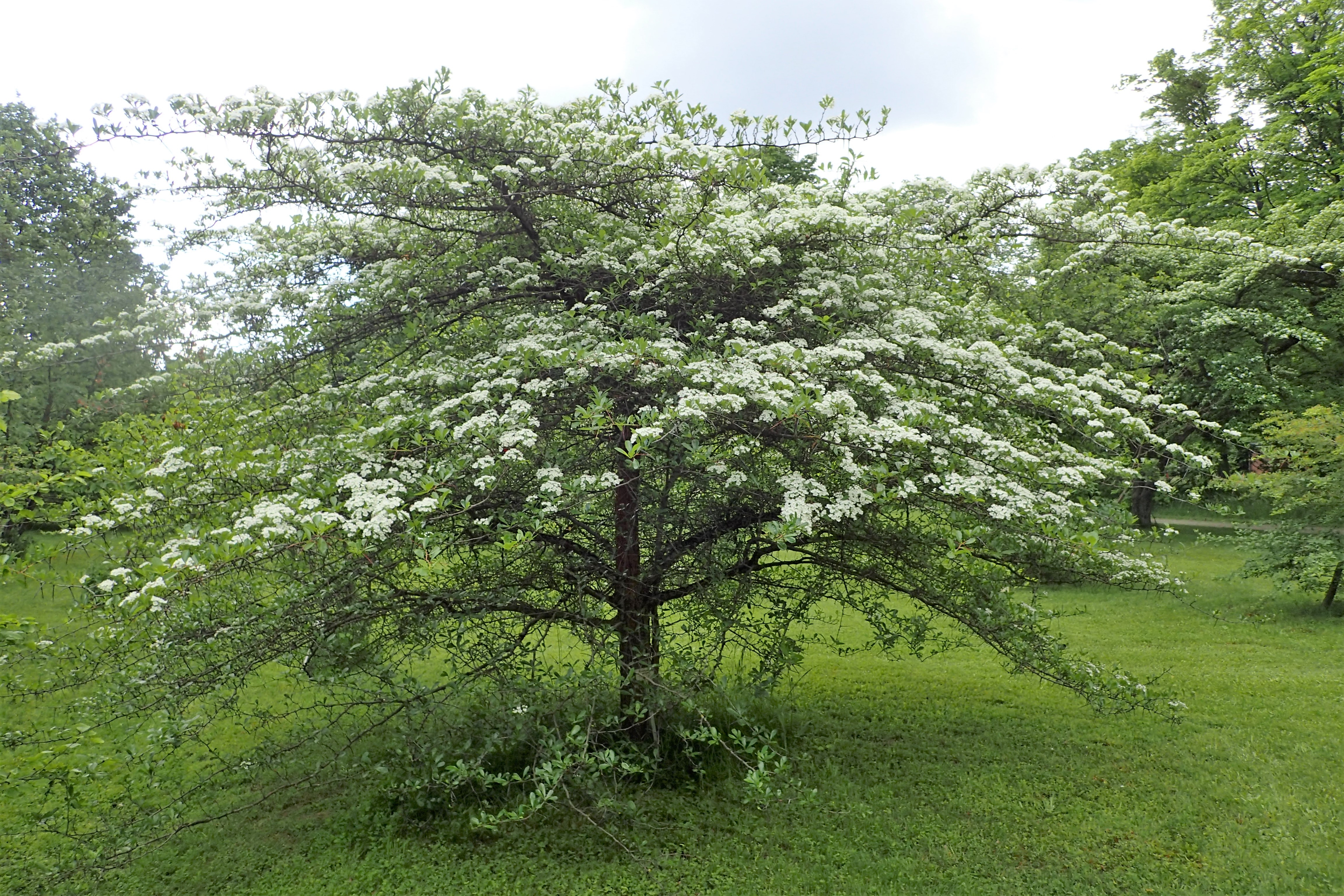
Typický habitus v květu

## Rozšíření a ekologie
Pochází z mírných až subtropických oblastí východní poloviny Severní Ameriky, kde roste dosti hojně od kanadského Labradoru, Québecu a Ontaria přes oblast Velkých jezer až po Texas a severovýchod Mexika. Daří se mu na slunných až polostinných stanovištích na kyselých až vápenitých, lehkých až těžkých půdách. Na mnoha místech celého světa byl vysazen člověkem a leckde i zplaněl, mimo jiné i v západní a střední Evropě.

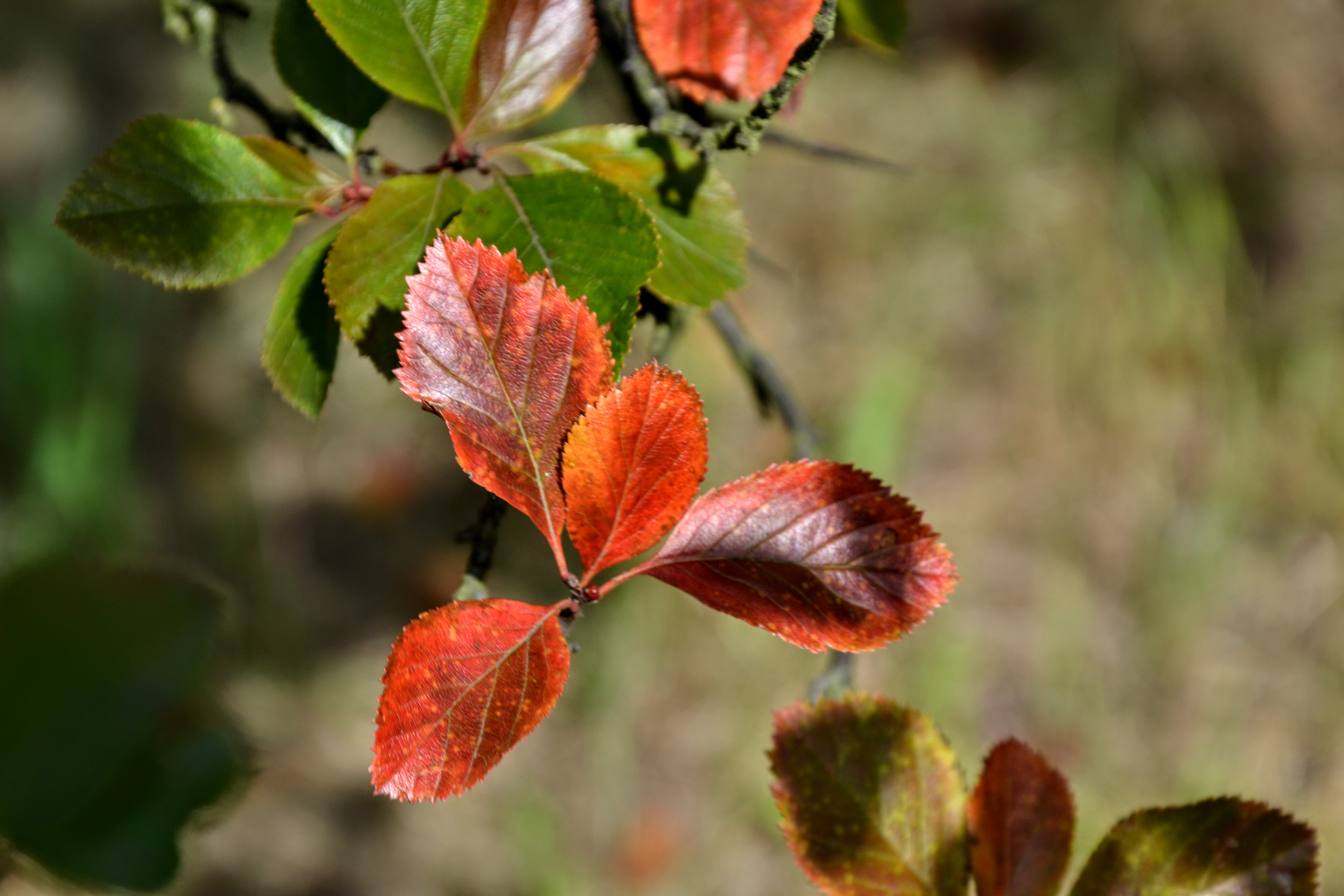
Časně podzimní zbarvení

## Pěstování
Místy i v Česku bývá pěstován v parcích a sídelní zeleni jako okrasná dřevina dekorativní bohatým kvetením, barevným podzimním olistěním a nápadnými dlouhými trny. Je zde zcela otužilý, dobře zvládá sucho i imise a na rozdíl od evropských druhů příliš netrpí mšicemi ani puklicemi. Velmi dobře zvládá též výchovný prořez.